# 경상남도의 민속문화재
경상남도민속문화재(慶尙南道民俗文化財)는 대한민국의 문화유산보호제도에 의해 시도가 지정하는 문화재 중의 하나이다. “의식주, 생업, 신앙, 연중행사 등에 관한 풍속, 관습과 이에 사용되는 의복, 기구, 가옥 등으로 국민 생활의 추이를 이해하는 데 필수적인 것”으로, 또한 상위 국가지정 문화재로 지정되어 있지 않은 것을 대상으로 경상남도가 조례로 지정한다. 옛 이름은 “경상남도 민속자료”이며, 2011년 2월 5일에 전문 개정된 문화재보호법(법률 제 10000호)이 시행되어 현재의 명칭이 되었다.

## 지정목록
| 번호 | 사진 | 명칭                                        | 소재지                                        | 관리자 (단체) | 지정일                                           | 참조 |
| 1호  |      | 고성 석마리 석마 (固城 石馬里 石馬)         | 경남 고성군 마암면 석마리 608                 | 석마마을      | 1974년 2월 16일 지정, 2018년 12월 20일 명칭변경  |      |
| 2호  |      | 함양 벽송사 목장승 (咸陽 碧松寺 木長丞)     | 경남 함양군 마천면 추성리 산18-19             | 벽송사        | 1974년 12월 24일 지정, 2018년 12월 20일 명칭변경 |      |
| 3호  |      | 사천 가산리 석장승 (泗川 駕山里 石長丞)     | 경남 사천시 축동면 가산리 626-1               | 사천시        | 1974년 12월 24일 지정, 2018년 12월 20일 명칭변경 |      |
| 4호  |      | 단계박씨고가 (丹溪朴氏古家)                 | 경남 산청군 신등면 신차로 546-8 (단계리)      | 박준규        | 1983년 8월 12일 지정                             |      |
| 5호  |      | 박해용 금관조복 (朴海容 金冠朝服)           | 경남 산청군                                   | 박정규        | 1983년 8월 6일 지정, 2018년 12월 20일 명칭변경   |      |
| 6호  |      | 창녕 관룡사 석장승 (昌寧 觀龍寺 石長丞)     | 경남 창녕군 창녕읍 옥천리                     | 관룡사        | 1983년 8월 12일 지정, 2018년 12월 20일 명칭변경  |      |
| 7호  |      | 양산 가야진사 (梁山 伽倻津祠)               | 경남 양산시 원동면 용당리                     | 보존회        | 1983년 12월 20일 지정, 2018년 12월 20일 명칭변경 |      |
| 9호  |      | 거창갈계리임씨고가 (居昌葛溪里林氏古家)     | 경남 거창군 북상면 갈계리 1167                | 임견종        | 1985년 1월 14일 지정                             |      |
| 10호 |      | 함안무기리주씨고가 (咸安舞沂里周氏古家)     | 경남 함안군 칠원읍 무기리 966                 | 주환채        | 1985년 1월 14일 지정                             |      |
| 11호 |      | 의령 덕교리 강씨고가 (宜寧 德橋里 姜氏古家) | 경남 의령군 화정면 진의로 1701-25             | 강승구        | 1986년 8월 6일 지정                              |      |
| 12호 |      | 진주 명석 자웅석 (晉州 鳴石 雌雄石)         | 경남 진주시 명석면 신기리 산278               | 보존위원회    | 1988년 12월 23일 지정, 2018년 12월 20일 명칭변경 |      |
| 13호 |      | 남해가천암수바위 (南海加川암수바위)         | 경남 남해군 남면 홍현리 849                   | 남해군        | 1990년 1월 16일 지정                             |      |
| 14호 |      | 지리산성모상 (智異山聖母像)                 | 경남 산청군 시천면 중산리 788번지외 1필지     | 성기룡        | 1991년 12월 23일 지정                            |      |
| 15호 |      | 의령 상정리 조씨고가 (宜寧 上井里 曺氏古家) | 경남 의령군 화정면 화정로3길 13               | 조병구        | 1993년 12월 27일 지정                            |      |
| 16호 |      | 고성봉동리배씨고가 (固城鳳東里裴氏古家)     | 경남 고성군 회화면 봉동1길 67-42(봉동리 1354) | 달성배씨      | 1994년 7월 4일 지정                              |      |
| 17호 |      | 거창황산리신씨고가 (居昌黃山里愼氏古家)     | 경남 거창군 위천면 황산리 487                 | 신도성        | 1994년 7월 4일 지정                              |      |
| 18호 |      | 합천팔심리윤씨고가 (陜川八尋里尹氏古家)     | 경남 합천군 묘산면 팔심리 235-16              | 윤종홍        | 1995년 5월 2일 지정                              |      |
| 19호 |      | 함양 영은사지 석장승 (咸陽 靈隱寺址 石長丞) | 경남 함양군 백전면 백운리 115-3               | 함양군        | 1996년 3월 11일 지정, 2018년 12월 20일 명칭변경  |      |
| 20호 |      | 거창거기리성황단 (居昌渠基里城隍壇)         | 경남 거창군 주상면 거기리 949                 | 거기마을      | 1997년 12월 31일 지정                            |      |
| 21호 |      | 거창당동당산 (居昌堂洞堂山)                 | 경남 거창군 가조면 사병리 438                 | 당동마을      | 1997년 12월 31일 지정                            |      |
| 22호 |      | 고성 학림리 최씨종가 (固城 鶴林里 崔氏宗家) | 경남 고성군                                   | 최원석        | 2011년 7월 14일 지정                             |      |